# Tylophora koi
Tylophora koi là một loài thực vật có hoa trong họ La bố ma. Loài này được Merr. miêu tả khoa học đầu tiên năm 1934.